# Kristus är här
Kristus är här är en psalm med text skriven 1990 av Jonas Jonson efter en text av F. Kaan: Christ is alive. Musiken är skriven 1992 av Fredrik Sixten.

## Publicerad som
- Nr 871 i Psalmer i 90-talet under rubriken "Gemenskapen med Gud och Kristus".